# Isorropus fasciata
Isorropus fasciata är en fjärilsart som beskrevs av Rothschild 1912. Isorropus fasciata ingår i släktet Isorropus och familjen björnspinnare. Inga underarter finns listade i Catalogue of Life.